# Luchino Visconti
Luchino Visconti  ou Luchino Visconti di Modrone, conde de Lonate Pozzolo (Milão, 2 de novembro de 1906 — Roma, 17 de março de 1976) foi um dos mais importantes directores de cinema italianos. Era descendente da nobre família milanesa dos Visconti.

## Biografia
Filho de Giuseppe Visconti, o duque de Grazzano e de Carla Erba, herdeira de uma grande empresa farmacêutica, Luchino tinha mais seis irmãos. Prestou o serviço militar como suboficial de cavalaria, em 1926, no Piemonte, e viveu os anos de sua juventude cuidando dos cavalos de sua propriedade. Além disso, frequentou ativamente o mundo da lírica e do melodrama, que tanto o influenciou.
Foi para a França, onde se tornou amigo de Coco Chanel e, através dela, em 1936, foi apresentado ao cineasta Jean Renoir, com quem trabalhou no filme Une partie de campagne. Em 1937, passou por Hollywood, antes de retornar a Roma. Na capital italiana, trabalhou com Renoir na direção da ópera Tosca.
A partir de 1940, ligou-se aos intelectuais que faziam o jornal Cinema e vendeu jóias da família para realizar seu primeiro filme, Ossessione, em 1943, com Clara Calamai e Massimo Girotti. No fim da Segunda Guerra Mundial realizou o segundo filme, o documentário Giorni di gloria. Contratado pelo Partido Comunista Italiano para realizar três filmes sobre pescadores, mineiros e camponeses da Sicília, acabou por fazer apenas um, A Terra Treme.

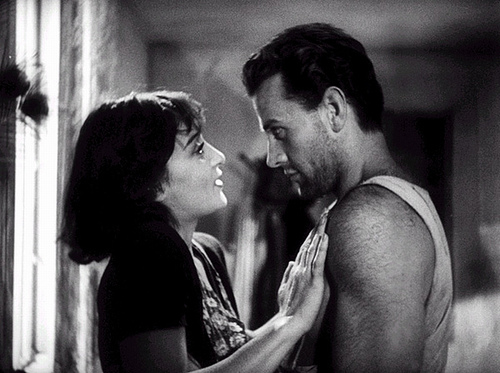
Clara Calamai e Massimo Girotti em Ossessione (1943)

Em 1951 filmou Bellissima, com a grande actriz italiana Anna Magnani, Walter Chiari e Alessandro Blasetti. O primeiro filme colorido foi em 1954, Senso com Alida Valli e Farley Granger. O primeiro grande prémio da crítica chega em 1957, quando ele recebe o Leão de Ouro do Festival Internacional de Cinema de Veneza pelo filme" Noites Brancas", uma transposição delicada e poética de uma história de Fiódor Dostoiévski, com Marcello Mastroianni, Maria Schell e Jean Marais.
O primeiro êxito de bilheteira viria em 1960 com Rocco e Seus Irmãos, a saga de uma humilde família de calabreses que emigrava para Milão. Foi o filme que consagrou o actor francês Alain Delon ao lado de Annie Girardot e Renato Salvatori. No ano seguinte juntou-se a Vittorio De Sica, Federico Fellini e Mario Monicelli no filme de episódios Boccaccio 70. O episódio de Visconti é protagonizado por Tomas Milian, Romy Schneider, Romolo Valli e Paolo Stoppa.
Em 1963 dirigiu o seu maior sucesso comercial e um dos filmes mais elogiados pela crítica, o grandioso O Leopardo, com três horas de duração e extraído do romance homónimo de Giuseppe Tomasi di Lampedusa, vencedor da Palma de Ouro do Festival de Cannes, que conta a história da transição da nobreza para o populismo na Sicília, nos tempos da Unificação Italiana. O filme tem um elenco estelar onde destacam Burt Lancaster, Claudia Cardinale e Alain Delon.
Vaghe stelle dell'Orsa..., um mergulho inquieto e melancólico na capacidade dos seres sensíveis para se destruírem amorosamente, com Claudia Cardinale e Jean Sorel, realizado em 1965, foi a obra seguinte. Em 1970, ele conheceu o fracasso de uma obra sua, com O Estrangeiro, extraído do livro homônimo de Albert Camus e realiza também La caduta degli dei que lançou o actor Helmut Berger.
Com o sensível e refinado Morte em Veneza (1971), protagonizado por Dirk Bogarde e baseado na obra de Thomas Mann, ele voltou a se encontrar com o sucesso de público e de crítica. O filme conta a história de Gustav Aschenbach, um compositor que vai passar férias em Veneza, e acaba por viver uma grande e inesperada paixão, que iniciaria a sua completa destruição. O filme faz uma abordagem do conceito filosófico de beleza, assim como a passagem do tempo a importância da juventude nas nossas vidas. O filme seguinte foi o grandioso, mas decepcionante, Ludwig, com Helmut Berger e Romy Schneider. Durante as filmagens de Ludwig, ele sofreu um ataque cardíaco que o prendeu a uma cadeira de rodas até a sua morte, em 1976.
Mesmo com muita dificuldade, Luchino Visconti ainda fez dois filmes, Violência e Paixão (Gruppo di famiglia in un interno) e L'innocente, sua derradeira obra, versão do romance de Gabriele d'Annunzio que registra brilhantes interpretações de Giancarlo Giannini e Laura Antonelli.

## Vida pessoal e morte

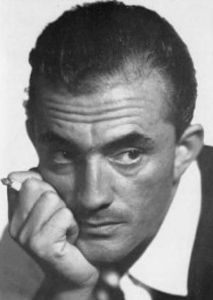
O jovem Visconti

Apesar dos casos amorosos vividos, em diferentes períodos, com várias mulheres, como a estilista Coco Chanel, com as atrizes Clara Calamai (1909 – 1998), María Denis (1916 – 2004), Marlene Dietrich e com a escritora Elsa Morante, Visconti jamais escondeu sua homossexualidade, explicitamente referida em muitos dos seus filmes e nas montagens teatrais que dirigiu. Segundo Visconti, em sua autobiografia, ele e o rei Humberto II da Itália tiveram um relacionamento amoroso durante a juventude na década de 1920. Nos anos 1930, em Paris, teve um relacionamento com o fotógrafo Horst P. Horst. Entre o final dos anos 1940 e o início dos 1950, já consagrado como diretor, manteve uma longa relação afetiva e profissional com o seu então cenógrafo Franco Zeffirelli, que vivia então na villa do diretor, na via Salária, em Roma.
Depois de 1965, Visconti foi ligado ao ator austríaco Helmut Berger, que também atuou em alguns dos seus filmes. A relação se manteve, com altos e baixos, até a morte de Visconti, em 1976.

## Filmografia
- 1943: Ossessione (pt/br: Obsessão)
- 1948: La terra trema (pt/br: A Terra Treme)
- 1951: Bellissima (pt/br: Belíssima)
- 1953: Anna Magnani, episódio de Siamo Donne
- 1954: Senso (pt: Sentimento; br: Sedução da Carne)
- 1957:  Le notti bianche (pt/br: Noites Brancas)
- 1960: Rocco e i suoi fratelli (pt/br: Rocco e Seus Irmãos)
- 1962: Il lavoro, episódio de Boccaccio 70
- 1963:  Il gattopardo (pt/br: O Leopardo)
- 1965: Vaghe stelle dell'Orsa... (pt/br: As Vagas Estrelas Da Ursa)
- 1967: La strega bruciata viva, episódio de Le streghe (pt/br: As Bruxas)
- 1967:  Lo straniero (pt/br: O estrangeiro) (1967)
- 1969: La caduta degli dei (pt: Os malditos / br: Os deuses malditos)
- 1971: Morte a Venezia (pt/br:  Morte em Veneza)
- 1973: Ludwig (pt: Luís da Baviera)
- 1974: Gruppo di famiglia in un interno (pt/br: Violência e Paixão)
- 1976: L'innocente (pt: O intruso; br: O Inocente)

### Documentários
- Giorni di gloria (1945)
- Appunti su un fatto di cronaca, episódio de Documento mensile n. 2 (1951)
- Alla ricerca di Tadzio (1970)

## Teatrografia
- Parenti terribili de Jean Cocteau (1945)
- Quinta colonna de Ernest Hemingway (1945)
- La macchina da scrivere de Jean Cocteau (1945)
- Antigone de Jean Anouilh (1945)
- A porte chiuse de Jean-Paul Sartre (1945)
- Adamo de Marcel Achard (1945)
- La via del tabacco de John Kirkland (de Erskine Caldwell) (1945)
- Il matrimonio de Figaro de Pierre-Augustin Caron de Beaumarchais (1946)
- Delitto e castigo de Gaston Bary (de Fedor Michajlovic Dostoevskij) (1946)
- Zoo de vetro de Tennessee Williams (1946)
- Euridece de Jean Anouilh (1947)
- Rosalinda o Come vi piace de William Shakespeare (1948)
- Un tram che si chiama desiderio de Tennessee Williams (1949)
- Oreste de Vittorio Alfieri (1949)
- Troilo e Clessidra de William Shakespeare (1949)
- Morte de un commesso viaggiatore de Arthur Miller (1951)
- Un tram che si chiama desiderio de Tennessee Williams (1951)
- Il seduttore de Deego Fabbri (1951)
- La locandeera de Carlo Goldoni (1952)
- Tre sorelle de Anton Tchekhov (1952)
- Il tabacco fa male de Anton Tchekhov (1953)
- Medea de Euripide (1953)
- Come le foglie de Giuseppe Giacosa (1954)
- Il Crogiuolo de Arthur Miller (1955)
- Zio Vania de Anton Tchekhov (1955)
- Contessina Giulia de August Strindberg (1957)
- L'impresario de Smirne de Carlo Goldoni (1957)
- Uno sguardo dal ponte de Arthur Miller (1958)
- Immagini e tempi de Eleonora Duse (1958)
- Veglia la mia casa, angelo de Ketti Frings (de Thomas Wolfe) (1958)
- Deux sur la balançoire de William Gibson (1958)
- I ragazzi della signora Gibbons de Will Glickman e Joseph Stein (1958)
- Figli d'arte de Deego Fabbri (1959)
- L'Arialda de Giovanni Testori (1960)
- Dommage qu'elle soit une p... de John Ford (1961)
- Il tredecesimo albero de André Gide (1963)
- Après la chute de Arthur Miller (1965)
- Il giardeno dei ciliegi de Anton Tchekhov (1965)
- Egmont de Wolfgang Goethe (1967)
- La monaca de Monza de Giovanni Testori (1967)
- L'inserzione de Natalia Ginzburg (1969)
- Tanto tempo fa de Harold Pinter (1973)

### Direção de óperas
- La vestale de Gaspare Spontini (1954)
- La sonnambula de Vincenzo Bellini (1955
- La Traviata de Giuseppe Verdi (1955)
- Anna Bolena de Gaetano Donizetti (1957)
- Ifigenia in Tauride de Christoph Willibald Gluck(1957)
- Don Carlos de Giuseppe Verdi (1958)
- Macbeth de Giuseppe Verdi (1958)
- Il Duca d'Alba de Gaetano Donizetti (1959)
- Salomé de Richard Strauss (1961)
- Il diavolo in giardino de Franco Mannino sobre um libretto do mesmo Visconti, Filippo Sanjust e Enrico Medeoli (1963)
- La Traviata de Giuseppe Verdi (1963)
- Le nozze de Figaro de Wolfgang Amadeus Mozart (1964)
- Il Trovatore de Giuseppe Verdi (1964)
- Il Trovatore de Giuseppe Verdi (1964), deverso allestimento
- Don Carlos de Giuseppe Verdi (1965)
- Falstaff de Giuseppe Verdi (1966)
- Der Rosenkavalier de Richard Strauss (1966)
- La Traviata de Giuseppe Verdi (1967)
- Simon Boccanegra de Giuseppe Verdi (1969)
- Manon Lescaut de Giacomo Puccini (1973)

## Prémios
- Recebeu uma indicação ao Óscar de Melhor Roteiro Original, por La Caduta degli dei (1969).
- Recebeu uma indicação ao BAFTA de Melhor Diretor, por Morte a Venezia (1971).
- Ganhou 2 vezes o Prêmio Bodil de Melhor Filme Europeu, por Rocco e i suoi fratelli (1960) e Morte a Venezia (1971).
- Ganhou a Palma de Ouro no Festival de Cannes, por Il Gattopardo (1963).
- Ganhou o Prêmio do 25º Aniversário no Festival de Cannes, por Morte a Venezia (1971).
- Ganhou o Leão de Ouro no Festival de Veneza, por Vaghe stelle dell'Orsa... (1965).
- Ganhou o Leão de Prata no Festival de Veneza, por Le Notti bianche (1957).
- Ganhou o Leão de Prata no Festival de Veneza, por Rocco e i suoi fratelli (1960).
- Ganhou o Prêmio FIPRESCI no Festival de Veneza, por Rocco e i suoi fratelli (1960).